# II – Livets Ändhållplats
II - Livets Ändhållplats – drugi album studyjny szwedzkiej grupy black metalowej Shining.
Wydawnictwo ukazało się 21 czerwca 2001 roku nakładem wytwórni muzycznej Selbstmord Services.

## Lista utworów
Opracowano na podstawie materiału źródłowego.
1. "Ett Liv Utan Mening" - 07:34
2. "Att Med Kniv Göra Sig Illa" - 02:08
3. "Ännu Ett Steg Närmare Total Utfrysning" - 10:19
4. "Död" - 07:37
5. "Svart (Ur Dagerman's Perspektiv)" - 07:13
6. "Livets Ändhållplats" - 09:18

## Twórcy
Opracowano na podstawie materiału źródłowego.
- Tusk - gitara basowa
- Niklas Kvarforth - gitara prowadząca, gitara rytmiczna, wokal prowadzący, muzyka, słowa, produkcja muzyczna
- Wedebrand - perkusja
- Thomas Tägtgren - produkcja muzyczna, inżynieria dźwięku

## Wydania
| Rok  | Nr katalogowy            | Format              | Wytwórnia                            | Region                  | źródło |
| ---- | ------------------------ | ------------------- | ------------------------------------ | ----------------------- | ------ |
| 2001 | CELLAR 003, Monument 008 | CD, Album           | Selbstmord Services                  | Szwecja                 | [ 3 ]  |
| 2001 | PT 088, CELLAR 003       | LP, Album, Ltd, Mar | Perverted Taste, Selbstmord Services | Niemcy                  | [ 3 ]  |
| 2004 | AV078                    | CD, Album           | Avantgarde Music                     | Szwecja                 | [ 3 ]  |
| 2004 | MIM7341-2 CD             | CD, Album           | Modern Invasion Music                | Australia Nowa Zelandia | [ 3 ]  |
| 2005 | OPCD 169                 | CD, Album, RE, Ltd  | Osmose Productions                   | Francja                 | [ 3 ]  |
| 2009 | OVIR 005                 | LP, Pic, Ltd        | Osmose Productions                   | Francja                 | [ 3 ]  |